# QuickTime
QuickTime là phần mềm chạy video của Apple, có 2 phiên bản: QuickTime gốc dành cho Windows XP hoặc mới hơn, cũng như Mac OS X Leopard hoặc mới hơn; QuickTime X hiện chỉ dành cho Mac OS X Snow Leopard, Lion và Mountain Lion.

## Tính năng
Chơi những
- File nhạc có dạng đuôi: mov,
- Danh Sách các bản nhạc có dạng đuôi: qt